# Dunkel Zoltán
Dunkel Zoltán (Budapest, 1949. szeptember 26. – 2023. december 26.) magyar meteorológus, az ELTE Természettudományi Kar egyetemi tanára.

## Életpályája
Szülei Dunkel István Zoltán és Marikovszky Margit. 1969–1975 között az ELTE Természettudományi Kar (ELTE-TTK) matematika–fizika szakos hallgatója volt. 1975–1977 között az ELTE Meteorológiai Tanszékén volt gyakornok. 1977-től az Országos Meteorológiai Szolgálat tudományos munkatársa, 1984–1993 között illetve 2001–2005 között osztályvezetője, 1995–2001 között tudományos titkára, 2005–2007 között elnöke, 2007-től főtanácsadója volt. 1998–2006 között a Meteorológiai Világszervezet európai agrometeorológiai bizottságának elnöke volt. Egyetemi magántanár, PhD-fokozattal rendelkezett, habilitált. 2011. február 8-tól 2013. október 31-ig ismét az OMSZ elnöke volt.
Doktori disszertációját 1978-ban A szennyezőanyagok terjedésének vizsgálata szélcsatornában címmel védte meg. 1997-ben az ELTE-n földtudományi, 2002-ben a Debreceni Egyetemen növénytermesztési és kertészeti PhD fokozatot is szerzett.

## Kutatási területei
- a szélcsatorna-modellezés
- a meteorológiai állomáshálózat racionális sűrűsége
- a szőlő fagyklímája
- a kukorica-állomány széndioxid-klímája
- növény-talaj-időjárás rendszer modellezése
- a párolgás műholdas meghatározása

## Főbb művei
- Dobosi Zoltán–Dunkel Zoltán: Meteorológia; Tankönyvkiadó, Budapest, 1977
- Dunkel Zoltán–Anda Angéla: Meteorológiai ismeretek mezőgazdasági mérnök hallgatók számára; PATE, Keszthely, 1990
- Anda Angéla–Dunkel Zoltán: Agrometeoorológia. Egyetemi jegyzet; VE Georgikon Mezőgazdaságtudományi Kar, Keszthely, 2000

## Díjai
- Pro Meteorologia emlékplakett (2005)
- Berényi Dénes-díj(wd) (2007)
- A Magyar Érdemrend lovagkeresztje (2013)
- Schenzl Guidó-díj (2014)